# 小叶马蹄香
小叶马蹄香（学名：Asarum ichangense）为马兜铃科细辛属的植物，为中国的特有植物。分布在中国大陆的福建、广西、江西、浙江、湖南、广东、安徽、湖北等地，生长于海拔330米至1,400米的地区，多生在林下草丛或溪旁阴湿地，目前尚未由人工引种栽培。

## 别名
马蹄香（浙江、江西、湖北、湖南） 土细辛（江西莲花）